# Bernhard Pfannstiehl

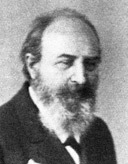
Bernhard Pfannstiehl in den 1910er Jahren

Bernhard Pfannstiehl (* 18. Dezember 1861 in Schmalkalden; † 21. Oktober 1940 in Freiberg) war ein deutscher Organist und Kirchenmusikdirektor.

## Leben und Werk
Bernhard Pfannstiehl erblindete im Alter von einem halben Jahr in Folge einer Scharlacherkrankung. Mit sechs Jahren trat er in das Blindeninstitut in Leipzig ein. Dort studierte er Musik bei Julius Kniese. Er setzte das Musikstudium bei Eric Klesse am Leipziger Konservatorium fort. Anfangs wandte er sich ausschließlich dem Klavierspiel zu. Auf Rat von Franz Liszt wechselte er zur Orgel. Bernhard Pfannstiehl gewann dreimal den Mendelssohn-Preis.
Pfannstiehl erlangte als Organist durch die Interpretation sowohl Bachscher als auch modernerer Werke von Franz Liszt, Julius Reubke und Max Reger hohes Ansehen. 1896 wurde er Organist am Stadtkrankenhaus Sankt Jakob in Leipzig. Von 1903 bis 1911 wirkte er als Organist der Petrikirche, 1911/1912 an Sankt Jakobi in Chemnitz und von 1912 bis 1934 an der Kreuzkirche in Dresden.